# Kajárpéc
Kajárpéc é um município da Hungria, situado no condado de Győr-Moson-Sopron. Tem 31,89 km² de área e sua população em 2015 foi estimada em 1.266 habitantes.